# Javier Subirats
Javier Subirats Hernández (Paterna, 2 ottobre 1957) è un allenatore di calcio ed ex calciatore spagnolo, di ruolo difensore.

## Palmarès

### Club

#### Competizioni nazionali
- Segunda División spagnola: 1

Valencia: 1986-1987

#### Competizioni internazionali
- Coppa delle Coppe: 1

Valencia: 1979-1980
- Supercoppa UEFA: 1

Valencia: 1980